# سيكستو روجاس
سيكستو روجاس (بالإسبانية: Sixto Rojas)‏ هو مدرب كرة قدم ولاعب كرة قدم باراغواياني في مركز الوسط، ولد في 28 يونيو 1982 في كابياتا في باراغواي، وتوفي في 10 يناير 2007. لعب مع أوليمبيا أسونسيون.